# Кадетов, Анатолий Петрович
Анатолий Петрович Кадетов (26 января 1935, Москва, РСФСР, СССР — 8 июня 2010, Москва, Россия) — советский футболист и судья.

## Биография
Карьеру судьи начал в 1958 году. В начале карьеры судил матчи низших футбольных лиг и вторых команд. С 1954 года судил матчи кубка СССР по футболу, через год начал обслуживать матчи чемпионата страны. Главный арбитр одного матча Кубка обладателей кубков. Был также лайнсменом (помощником главного судьи) в некоторых матчах. За выполнение обязанностей главного арбитра в превышающем 100 игр количестве встреч чемпионата и кубка Советского Союза удостоен награды — памятной медали из золота.
С 1965 года судья республиканской категории, с 18 декабря 1972 всесоюзной. В общей сложности четыре раза включался в список десяти лучших судей СССР. Также занимался конструкторской деятельностью. В соавторстве с Т. Безубяком написал книгу «О правилах игры в футбол», изданную в 1995 году в Санкт-Петербурге.
Проживал в Москве. Скончался 8 июня 2010 в родном городе в возрасте 75 лет.

## Достижения
Футболист
- Чемпионат РСФСР по футболу среди клубных команд
  - Чемпион: 1952
  - Вице-чемпион: 1951

Судья
- судья республиканской категории по футболу (1965)
- судья всесоюзной категории по футболу (18.12.1972)
- четыре раза (1977, 1979, 1980 1983) входил в десятку лучших судей СССР
- судья на линии финалов Кубка СССР (2):1974 (3:0) и 1977 (1:0)

## Судейская статистика
| Турнир                 | Год       | Итого | Итого   | Итого    |
| Турнир                 | Год       | Всего | Главный | Лайнсмен |
| ---------------------- | --------- | ----- | ------- | -------- |
| Чемпионат СССР (Д1)    | 1965—1984 | 229   | 100     | 129      |
| Чемпионат СССР (Д2/Д3) | 1965—1984 | 117   | 78      | 39       |
| Кубок СССР             | 1964—1980 | 47    | 22      | 25       |
| Еврокубки              | 1978—1983 | 7     | 1       | 6        |
| Сборные команды (А)    | 1978—1983 | 5     | —       | 5        |
| Прочие матчи           | 1965—1984 | 18    | 14      | 4        |
| Всего матчей           | 1965—1984 | 422   | 215     | 208      |